# Malotus
Malotus (lat. Mallotus), rod vazdazelenog grmlja i drveća iz porodice mlječikovki (Euphorbiaceae). Sa svojih 127 vrsta od je raširen po tropskoj Africi i Madagaskaru, južnoj, istočnoj i jugoistočnoj Aziji, Maleziji, sjevernoj i istočnoj Australiji, i od Melanezije do Fidžija. Makrofosili ovog roda iz vremena pliocena pronađeni su kod Pocapaglia u Italiji

## Vrste
1. Mallotus actinoneurus Airy Shaw
2. Mallotus anisopodus (Gagnep.) Airy Shaw
3. Mallotus anomalus Merr. & Chun
4. Mallotus apelta (Lour.) Müll.Arg.
5. Mallotus atrovirens Müll.Arg.
6. Mallotus attenuatus Airy Shaw
7. Mallotus aureopunctatus (Dalzell) Müll.Arg.
8. Mallotus barbatus (Wall.) Müll.Arg.
9. Mallotus beccarii Airy Shaw
10. Mallotus beddomei Hook.f.
11. Mallotus bicarpellatus T.Kuros.
12. Mallotus blumeanus Müll.Arg.
13. Mallotus brachythyrsus Merr.
14. Mallotus brevipetiolatus Gage
15. Mallotus calocarpus Airy Shaw
16. Mallotus cambodianus (Gagnep.) Airy Shaw
17. Mallotus canii Thin
18. Mallotus cauliflorus Merr.
19. Mallotus chromocarpus Airy Shaw
20. Mallotus chuyenii Thin
21. Mallotus claoxyloides (F.Muell.) Müll.Arg.
22. Mallotus clellandii Hook.f.
23. Mallotus concinnus Airy Shaw
24. Mallotus connatus M.Aparicio
25. Mallotus conspurcatus Croizat
26. Mallotus cumingii Müll.Arg.
27. Mallotus cuneatus Ridl.
28. Mallotus darbyshirei Airy Shaw
29. Mallotus decipiens Müll.Arg.
30. Mallotus didymochryseus Airy Shaw
31. Mallotus discolor F.Muell. ex Benth.
32. Mallotus dispar (Blume) Müll.Arg.
33. Mallotus dispersus P.I.Forster
34. Mallotus distans Müll.Arg.
35. Mallotus dunnii F.P.Metcalf
36. Mallotus eriocarpus Müll.Arg.
37. Mallotus esquirolii H.Lév.
38. Mallotus eximius Airy Shaw
39. Mallotus floribundus (Blume) Müll.Arg.
40. Mallotus fuscescens (Thwaites) Müll.Arg.
41. Mallotus garrettii Airy Shaw
42. Mallotus glabriusculus (Kurz) Pax & K.Hoffm.
43. Mallotus glomerulatus Welzen
44. Mallotus hainanensis S.M.Hwang
45. Mallotus hanheoensis Thin
46. Mallotus havilandii Airy Shaw
47. Mallotus hispidospinosus Welzen & Chayam.
48. Mallotus hymenophyllus Airy Shaw
49. Mallotus insularum (Airy Shaw) Slik
50. Mallotus japonicus (L.f.) Müll.Arg.
51. Mallotus khasianus Hook.f.
52. Mallotus kongkandae Welzen & Phattar.
53. Mallotus korthalsii Müll.Arg.
54. Mallotus lackeyi Elmer
55. Mallotus laevigatus (Müll.Arg.) Airy Shaw
56. Mallotus lanceolatus (Gagnep.) Airy Shaw
57. Mallotus lappaceus Müll.Arg.
58. Mallotus lauterbachianus Pax & K.Hoffm.
59. Mallotus leptostachyus Hook.f.
60. Mallotus leucocalyx Müll.Arg.
61. Mallotus leucocarpus (Kurz) Airy Shaw
62. Mallotus leucodermis Hook.f.
63. Mallotus lianus Croizat
64. Mallotus longinervis M.Aparicio
65. Mallotus longipes Müll.Arg.
66. Mallotus macrostachyus (Miq.) Müll.Arg.
67. Mallotus macularis Airy Shaw
68. Mallotus megadontus P.I.Forst.
69. Mallotus metcalfianus Croizat
70. Mallotus microcarpus Pax & Hoffm. in Engl.
71. Mallotus millietii H.Lév.
72. Mallotus minimifructus S.E.C.Sierra
73. Mallotus miquelianus (Scheff.) Boerl.
74. Mallotus mirus S.E.C.Sierra
75. Mallotus mollissimus (Geiseler) Airy Shaw
76. Mallotus monanthos Airy Shaw
77. Mallotus montanus (Müll.Arg.) Airy Shaw
78. Mallotus muticus (Müll.Arg.) Airy Shaw
79. Mallotus myanmaricus P.T.Li
80. Mallotus nanus Airy Shaw
81. Mallotus nepalensis Müll.Arg.
82. Mallotus nesophilus Müll.Arg.
83. Mallotus nudiflorus (L.) Kulju & Welzen
84. Mallotus oblongifolius (Miq.) Müll.Arg.
85. Mallotus oppositifolius (Geiseler) Müll.Arg.
86. Mallotus pachypodus Pax & K.Hoffm.
87. Mallotus palauensis Hosok.
88. Mallotus pallidus (Airy Shaw) Airy Shaw
89. Mallotus paniculatus (Lam.) Müll.Arg.
90. Mallotus peltatus (Geiseler) Müll.Arg.
91. Mallotus petanodon Airy Shaw
92. Mallotus philippensis (Lam.) Müll.Arg.
93. Mallotus phongnhaensis Thin & Kim Thanh
94. Mallotus pierrei (Gagnep.) Airy Shaw
95. Mallotus pleiogynus Pax & K.Hoffm.
96. Mallotus plicatus (Müll.Arg.) Airy Shaw
97. Mallotus poilanei Gagnep.
98. Mallotus polyadenos F.Muell.
99. Mallotus polycarpus (Benth.) Kulju & Welzen
100. Mallotus puber Bollend.
101. Mallotus repandus (Willd.) Müll.Arg.
102. Mallotus resinosus (Blanco) Merr.
103. Mallotus rhamnifolius (Willd.) Müll.Arg.
104. Mallotus roxburghianus Müll.Arg.
105. Mallotus rufidulus (Miq.) Müll.Arg.
106. Mallotus sathayensis Thin
107. Mallotus sphaerocarpus (Miq.) Müll.Arg.
108. Mallotus spinifructus Welzen & S.E.C.Sierra
109. Mallotus spodocarpus Airy Shaw
110. Mallotus subcuneatus (Gage) Airy Shaw
111. Mallotus subjaponicus (Croizat) Croizat
112. Mallotus subulatus (Blume) Müll.Arg.
113. Mallotus sumatranus (Miq.) Airy Shaw
114. Mallotus surculosus P.I.Forst.
115. Mallotus taoyuanensis C.L.Peng & L.H.Yan
116. Mallotus tenuifolius Pax
117. Mallotus tenuipes Airy Shaw
118. Mallotus tetracoccus (Roxb.) Kurz
119. Mallotus thorelii Gagnep.
120. Mallotus thunbergianus (Müll.Arg.) Pax & K.Hoffm.
121. Mallotus tiliifolius (Blume) Müll.Arg.
122. Mallotus tokiae Welzen
123. Mallotus trinervius Pax
124. Mallotus ustulatus (Gagnep.) Airy Shaw
125. Mallotus viridis Welzen & Chayam.
126. Mallotus wrayi King ex Hook.f.
127. Mallotus yunnanensis Pax & Hoffm.in Engl.

## Vanjske poveznice
|  | Zajednički poslužitelj ima još gradiva o temi Mallotus |
|  | Wikivrste imaju podatke o taksonu Mallotus             |